# Fällmyrtjärnen, Norrbotten
Fällmyrtjärnen är en sjö i Bodens kommun i Norrbotten och ingår i Råneälvens huvudavrinningsområde.